# ジャドソン・ダンス・シアター
ジャドソン・ダンス・シアターは、1962～64年にニューヨーク・マンハッタンのグリニッジ・ヴィレッジにあるジャドソン記念教会で上演活動を行ったダンサー、作曲家、美術作家の集団。関わったアーティストたちは、モダンダンスの実践と理論の狭い枠組を拒否し、 ポストモダンダンスの指針を作り出し、実践した前衛的な実験主義者だった。

## 歴史
ジャドソン・ダンス・シアターは、 ジョン・ケージのもとで実験的な音楽理論を学んだ音楽家のロバート・ダンが、マース・カニンガムのスタジオで行った構成法のクラスから生まれた。最初のジャドソン公演である A Concert of Dance は1962年7月6日に開かれ、14人の振付家による作品が17人の演者によって上演された。 演者の一部はダンの構成法クラスの受講者であり、その他には、マース・カニンガム舞踊団のメンバー、美術作家、映像作家、作曲家がいた。 上演作品の振付家は、イヴォンヌ・レイナー、スティーヴ・パクストン、デヴィッド・ゴードン、アレックス・ヘイ、デボラ・ヘイ、フレッド・ハーコ、エレイン・サマーズ、ウィリアム・デイヴィス、ルース・エマーソンなどである。 
1962年の秋から、彼らは毎週ワークショップを開き、上演を行って批評を受け取った。この集まりは当初はイヴォンヌ・レイナーのスタジオで、次にジャドソン記念教会で開かれた。続く2年間の内に、発表された作品は200本近い。ジャドソン・ダンス・シアターという名称は、1963年4月に採用された。他方、メンバーはそれぞれがパフォーマンスやマルチメディア・アート・インスタレーション、あるいは当時あちこちで展開された「ハプニング」にも参加した。
ジャドソン・ダンス・シアターとの関係で注目すべきアメリカ人アーティストは、画家のロバート・ラウシェンバーグ、彫刻家のロバート・モリス、アンディ・ウォーホル、作曲家のジョン・ハーバート・マクダウェルである。またこのグループに影響を与えた振付家には、マース・カニンガム、シモーヌ・フォルティ、アンナ・ハルプリン、ジェイムズ・ウェアリングなどがいる。

## 芸術に対する考え方
イヴォンヌ・レイナーの「No マニフェスト」は、技巧、スリル、スペクタクル、装飾、または虚構の空間などといった様々な制限を拒否するもので、彼らの芸術上の指針を表した最も重要な例である。すなわち振付におけるスペクタクル、超絶技巧、物語表現、表現主義などの拒否である。この集団は、ダンス、文芸、映像、音楽、マルチメディアなどといった分野のアーティストたちがコラボレーションする場であった。
グループはこうした不定形な状態であり続けたが、作品からはやがていくつかのテーマやスタイルが明確に浮上してきた。民主主義的な構造、即興、そして作品よりもプロセスの重視、これらがグループの根本的な特徴となったのである。 普通の人々の日常の動作が、彼らの多くの作品に素材を提供し、また彼らの一部は、訓練を受けていない演者やダンサーを出演させた。例えばレイナーは代表作 Trio A を「熟練者と非熟練者、訓練を受けた人と受けていない人、専門家とアマチュアを問わず、希望する全ての人」に教え、様々な人々に自由に教えることを許可している。

## 遺産
1964年にグループとしての活動は停止するが、その基本的な思想に与する作品を個々のメンバーが作り続けたため、グループの遺産は引き継がれていった。例えばジェイムズ・ウェアリングとそのダンサーたちは、当初のメンバーおよび第2世代のメンバーとともに作品の発表を続けた。ジャドソンの遺産の最も影響力ある側面は、おそらく彼らが生み出した作品よりも、彼らが作品を見る際の視点だろう。つまり、どんなものでもダンスとして見ることができる、という考え方である。
初めてのジャドソン・ダンス・シアター公演から50年後の2012年、ダンスペース・プロジェクトは Platform 2012: Judson Now を開催し、「ジャドソン時代のアーティストたちが現在の関心に基づいて作った作品、およびジャドソンの人々が1962年以前に影響を受けたアーティスト、そしてジャドソンを直接の参照点と考える現代のアーティストたちの作品」を紹介した。 2018年にはニューヨーク近代美術館が、イヴォンヌ・レイナー、デボラ・ヘイ、デヴィッド・ゴードン、ルシンダ・チャイルズ、スティーヴ・パクストン、トリシャ・ブラウンなどの作品を含む回顧展 Judson Dance Theater: The Work Is Never Done を開催した。

## 影響
ダンスの発展の上で、ジャドソン・ダンス・シアターに淵源のあるものには以下がある。 
- コンタクト・インプロヴィゼーション
- 即興ダンス
- ヴィデオ・ダンス（ダンス・フィルム、ダンス・フォー・カメラ）

## 出演者
ジャドソン・ダンス・シアターに関わった主要なアーティストとして以下があげられる。 
| * トリシャ・ブラウン - ルシンダ・チャイルズ - フィリップ・コーナー - ジュディス・ダン - マルコム・ゴールドスタイン - デヴィッド・ゴードン - サリー・グロス | * デボラ・ヘイ - フレッド・ハーコ - トニー・ホルダー - メレディス・モンク - アイリーン・パスロフ - スティーヴ・パクストン | * イヴォンヌ・レイナー - アーリーン・ロスライン - キャロリー・シュニーマン - ヴァルダ・ゼッターフィールド - エレイン・サマーズ - ジェイムズ・ウェアリング |

## 参照
- アメリカのダンス
- グランド・ユニオン（ダンス集団）
- ポストモダンダンス

## 参照資料
1. 1 2 3 4 5 6 7  Banes, Sally (1998). “Judson Dance Theater”. International Encyclopedia of Dance. doi:10.1093/acref/9780195173697.001.0001. ISBN 9780195173697.
2. ↑  Johnston, Jill (1962年8月23日). “Democracy”. The Village Voice
3. ↑  “Yvonne Rainer, "No Manifesto"”. 2020年3月25日閲覧。
4. ↑  Rainer, Yvonne (Winter 2009). “Trio A: Genealogy, Documentation, Notation”. Dance Research Journal 41 (2):  16. JSTOR 27764529.
5. ↑  Staff (September 4, 2012) "PLATFORM 2012: Judson Now" Danspace Project
6. ↑  Kourlas, Gia (September 20, 2018) "Review: MoMA Puts Judson Dance on Display and, Better Yet, in Motion" The New York Times

参考文献
- Banes、Sally（1993） Democracy's Body：Judson Dance Theater, 1962-1964. Durham, North Carolina: Duke University Press. ISBN 0-8223-1399-5
- Burt, Ramsay (2006) Judson Dance Theater: Performative Traces. New York: Routledge. ISBN 0-415-97574-3
- Chin, Daryl (2010) "Mistaken Identities, Part II"
- Janevsky, Ana and Lax, Thomas (2018) Judson Dance Theater: The Work Is Never Done (exhibition catalog) New York: Museum of Modern Art. ISBN 978-1-63345-063-9
- "The First Concert of Dance at the Judson Dance Theater"